# Albert de Broglie

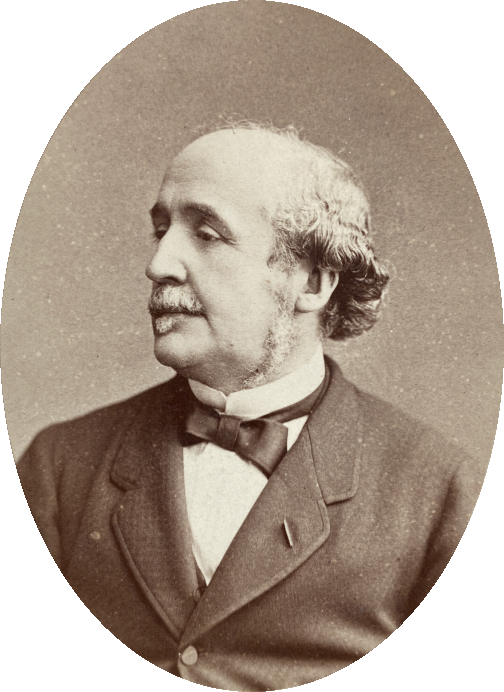

Jacques-Victor-Albert, 4e hertog van Broglie [də ˈbrɔj] (Parijs, 13 juni 1821 - aldaar, 19 januari 1901) was een Frans monarchistisch politicus, historicus en publicist.
Albert de Broglie was de zoon van Achille-Charles-Léone-Victor, 3e hertog van Broglie, een bekend liberaal politicus en van 12 maart 1835 tot 22 februari 1836 minister-president onder koning Lodewijk Filips.
Op 18 juni 1845 trouwde hij met Pauline de Galard de Brassac de Béarn (1825-1860). Ze hadden vijf kinderen:
- Louis-Alphonse-Victor, 5e hertog van Broglie (1846-1906), beroemd wetenschapper.
- Maurice, prins van Broglie (1848-1862)
- Henri Amédée, prins van Broglie (1849-1917)
- François-Marie-Albert, prins van Broglie (1851-1939)
- César-Paul-Emmanuel, prins van Broglie (1854-1926)

In de jaren veertig van de 19e eeuw was hij diplomaat in Madrid en Rome, maar na de Revolutie van 1848, waarbij koning Lodewijk Filips van Orléans het veld moest ruimen, trok Albert de Broglie zich uit het openbare leven terug en werd schrijver. Hij schreef tal van artikelen in Revue des Deux Mondes en was een tijdlang hoofdredacteur van het katholieke en orléanistische Correspondent. Hij schreef veel boeken over constitutionele en staatskundige onderwerpen en hij had de naam liberaal te zijn. Hij was echter scherp gekant tegen extremisme en hij was een voorstander van de monarchie onder het Huis Orléans. Ook was hij een diepgelovig rooms-katholiek. Liberale ideeën en daarnaast katholiek zijn, was in die tijd nog een bijzonderheid.
In 1862 werd Albert de Broglie in de Académie française gekozen. Zijn vader, Victor, hertog van Broglie, was toen ook al jaren lid van de Académie française.
In 1870 volgde Albert de Broglie zijn overleden vader (25 januari 1870) op als hertog van Broglie. In 1871 werd hij voor het departement Eure in de Assemblée Nationale (Nationale Vergadering) gekozen en op 19 februari 1871, enkele dagen daarna, werd hij tot ambassadeur in Londen benoemd. Als ambassadeur was hij betrokken bij het sluiten van handelsovereenkomsten tussen Frankrijk en Groot-Brittannië. Hierop ontstond de nodige kritiek en hij nam ontslag. Nadien was hij actief als parlementslid.
Als parlementslid probeerde hij president Adolphe Thiers te winnen voor het idee om de monarchie op nieuw in te stellen. Een prins uit Huis Orléans zou koning van Frankrijk moeten worden. Hoewel Thiers minister-president onder koning Lodewijk Filips was geweest en in feite monarchistisch was, wees hij dit plan van de hand. Sindsdien voerde Albert de Broglie een monarchale campagne tegen Thiers.
In mei 1873, nadat de monarchist Patrice de MacMahon president van Frankrijk was geworden, werd Albert de Broglie minister van Buitenlandse Zaken. Hij vervulde dit ambt maar korte tijd want op 25 mei 1873 werd hij voor de eerste keer minister-president. Zijn aanvaarding van het premierschap stuitte op felle protesten van de republikeinen, omdat zij verbitterd waren vanwege de vervanging van de republikeinse premier Jules Dufaure. Ook kreeg hij spoedig onenigheid met de Legitimisten (aanhangers van het Huis Bourbon), die het hem kwalijk namen dat hij zeer vriendschappelijke relaties met de bonapartisten onderhield. Met de bonapartisten kreeg hij onenigheid, omdat hij een compromis bewerkstelligde met de orléanisten en legitimisten om Henri de Chambord (zoon van de hertog van Berry) op troon te krijgen Hij bleef ten slotte premier tot 22 mei 1874. Tijdens zijn premierschap was hij tevens minister van Binnenlandse Zaken.
In 1876 werd Albert de Broglie, inmiddels een reactionair geworden, in de Senaat gekozen. Op 17 mei 1877 ontsloeg president MacMahon premier Jules Simon (een republikein) en benoemde hij Albert de Broglie opnieuw tot premier. Albert de Broglie kreeg van MacMahon de opdracht om landelijke verkiezingen voor te bereiden. MacMahon en Albert de Broglie hoopten zo een meerderheid van monarchisten en reactionairen in de Nationale Vergadering te verkrijgen. Het liep echter geheel anders: de republikeinen wonnen de verkiezingen en Albert de Broglie werd niet eens in zijn kiesdistrict herkozen. Op 20 november diende hij zijn ontslag in. Kort daarop werd de gematigde republikein Dufaure premier.
In 1885 trachtte hij, tevergeefs, om herkozen te worden.
Albert de Broglie verliet de politiek en wijdde zich verder aan het schrijven van historische boeken en het bestuderen van oude familiepapieren en -documenten. Zijn historische werken zijn sterk anti-Pruisisch.

## Werken
- L'Église et l'Empire romain au IV. siècle (3 dln. 1856-1869);
- Études morales et littéraires (1853);
- Questions de religion et d'histoire (2 dln. 1860); Nouvelles études de litterature et de morale (1868);
- Souvenirs, de memoires van zijn vader (1886);
- Mémoires de Talleyrand (1891);
- Letters of the Duchess Albertine de Broglie (1896);
- Le Secret du roi, Correspondance secrète de Louis XV avec ses agents diplomatiques (1878);
- Frédéric II et Marie Thérèse (1883);
- Frédéric II et Louis XV (1885);
- Marie Thérèse Impératrice (1888);
- Le Père Lacordaire (1889);
- Maurice de Saxe et le marquis d'Argenson (1891);
- La Paix d'Aix-la-Chapelle (1892);
- L'Alliance autrichienne (1895);
- La Mission de M. de Gontaut-Biron à Berlin (1896);
- Voltaire avant et pendant la Guerre de Sept Ans (1898);
- Saint Ambroise (1899).

- Biblioteca Nacional de España: XX5003577
- Bibliothèque nationale de France: cb12134459z (data)
- Catàleg d'autoritats de noms i títols de Catalunya: 981058509141806706
- Gemeinsame Normdatei: 119408538
- International Standard Name Identifier: 0000 0001 1031 6680
- Library of Congress Control Number: n95080182
- Base Léonore: LH//371/23
- Nationale Bibliotheek van Tsjechië: jn19990001115
- Nationale bibliotheek van Australië: 35904192
- Nationale Bibliotheek van Israël: 987007281296705171
- Nederlandse Thesaurus van Auteursnamen: 067573274
- Istituto Centrale per il Catalogo Unico: IEIV051984
- LIBRIS: 285768
- SNAC: w6d06njv
- Système universitaire de documentation: 029795370
- Trove: 1139365
- Virtual International Authority File: 100160436
- WorldCat: E39PBJv4jkgCDgQfm3HVhj6xjC